# Armand Viguier
 (mai 2012).
Si vous disposez d'ouvrages ou d'articles de référence ou si vous connaissez des sites web de qualité traitant du thème abordé ici, merci de compléter l'article en donnant les références utiles à sa vérifiabilité et en les liant à la section « Notes et références ».
Pour les articles homonymes, voir Viguier.
Armand Théodore Simon René Viguier (né le 1er janvier 1893 à Péchaudier dans le Tarn - décédé le 22 décembre 1985 à Mably dans la Loire) fut pilote de chasse pendant la Première Guerre mondiale et jusqu'en août 1940.

## Biographie
Fils de Gustave Viguier et de Joséphine Veyrié, il est cordonnier-bottier à Péchaudier. En 1910, déjà passionné d'aviation, il construit un avion à pédales, grandeur nature, dans l’église de Péchaudier. Il s'engage dans l'armée le 12 mars 1913 au 10e régiment de Dragons à Montauban. Le 2 août 1914 il part à la guerre. Le 4 octobre il rentre déjà à Montauban car son cheval «Carabi» est  blessé mortellement lors de sa 1re et unique charge contre des mitrailleuses allemandes. Pendant l’hiver 1914-1915 il réalise encore une 2e maquette d’avion à surface variable.
Enfin le 16 mars 1915 il est muté dans l'armée de l'air comme élève-mécanicien d'aviation, à Longvic. En mai 1915, à Avord, il est mécanicien d'aviation. Le 6 juin 1915 il est élève-pilote à Étampes où il obtient son brevet de Pilote-Aviateur le 6 juillet 1915, N° de brevet: 2134. Le 1er août 1915 il est affecté dans un groupe de bombardement sur avion biplan Voisin, à Ambérieu-en-Bugey, dans l'escadrille: VB 107. En juin 1917 il rentre dans la chasse.
Il a abattu 5 avions ennemis mais 4 seulement furent homologués.
De juin 1917 à août 1940, il est pilote de chasse. Il termine sa carrière comme Commandant de la base de Lyon,. Il se marie en 1920 avec Madeleine Gouvernet, ils eurent deux enfants.

## Décorations
Armand Viguier fut nommé officier de la Légion d'honneur, croix de Guerre (1914-1918), médaille interalliée, médaille des blessés de guerre, médaille de l'aéronautique en 1971, médaille commémorative 1914-1918, 4 citations à l'ordre de l'armée. 
- Officier de la Légion d'honneur
- Croix de guerre 1914–1918
- Commandeur de l'Étoile noire (1957)[3]
- Médaille interalliée de la Victoire
- Insigne des blessés militaires
- Médaille de l'Aéronautique
- Médaille commémorative de la guerre 1914–1918

## Mémoires
Il a laissé un livre de ses mémoires: "Une vie avec le ciel comme horizon…, j'étais pilote de chasse en 1915 et Commandant de la base de Lyon en 1940" dans lequel il parle longuement de Péchaudier et de sa vie passionnée d'aviateur.